# Dudák (karetní hra)

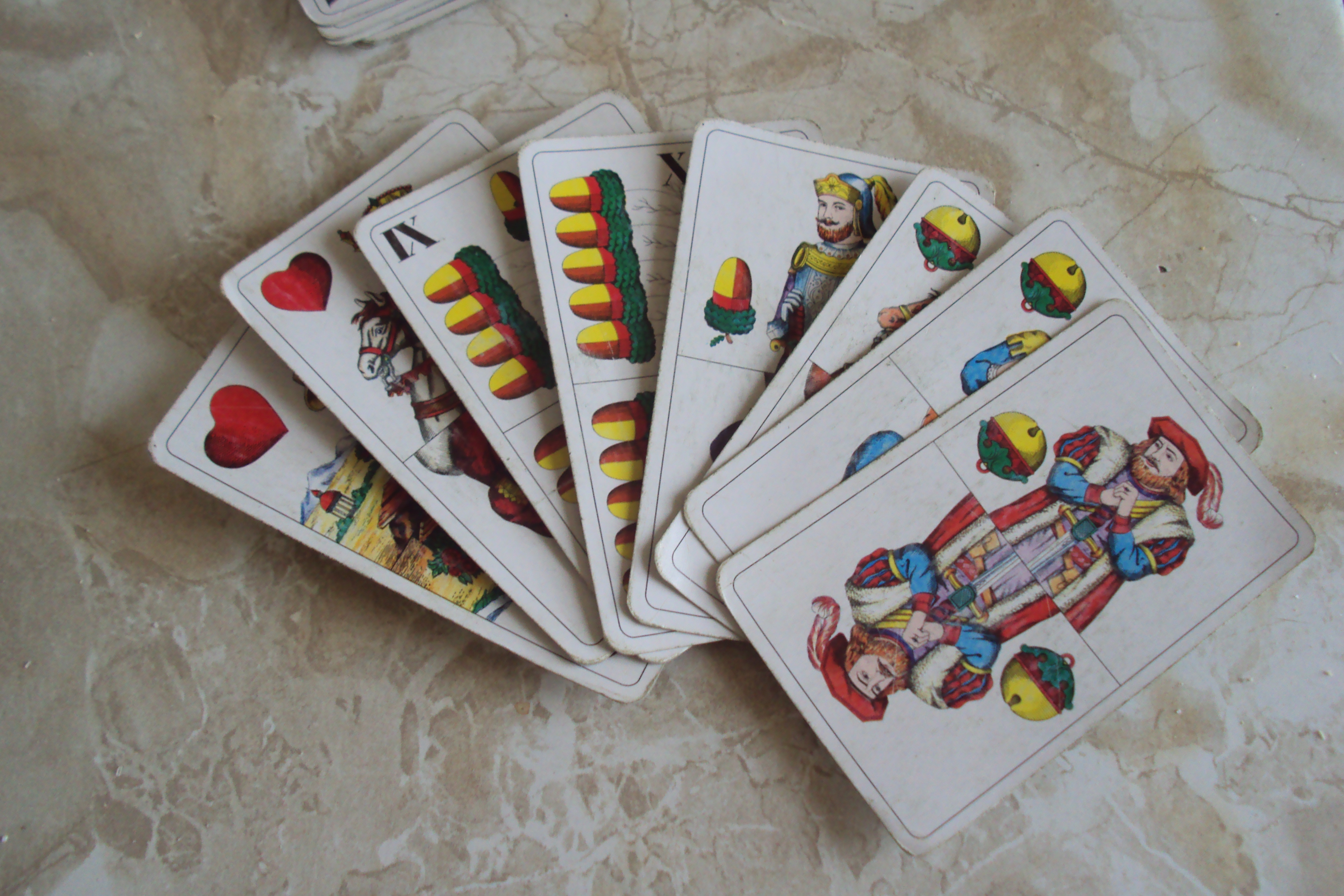
Možné rozdané karty

Dudák je karetní hra, která patří mezi tzv. „přebíjecí“ hry. Existuje několik variant – dudák otevřený (odkrytý), dudák kapsičkový a dudák tajný. Hraje se s německými (mariášovými) 32 kartami a pochází z Ruského impéria.

## Historie hry
Hra pochází pravděpodobně z Ruska, kde se dodnes hraje s jinými kartami pod názvem Durak (hlupák). Na českém území se hrál od 19. století. Na Moravě a Slovensku se hraje pod názvem Durák dodnes.

## Pravidla
Rozdají se všechny karty. Hráč v kole po rozdávajícím vynáší. Úkolem dalšího hráče je přebít vynesenou kartu vyšší kartou stejné barvy a vynést (libovolnou) další kartu.
Pokud hráč nemá vyšší kartu stejné barvy, má několik možností:
- přebít kartu trumfem a vynést další kartu (v případě netajného dudáka)
- vzít si buď
  - celý balík již vynesených karet (v případě netajného dudáka nebo v případě, že již odhalil své trumfy u kapsičkového či tajného dudáka)
  - nebo jen poslední kartu (v případě, že své trumfy ještě neodhalil).

Vyhrává hráč, který se zbaví nejdříve všech karet. Vynesené karty (vejbit) jsou dány stranou a už se s nimi nehraje. Zbylí hráči začnou znovu další kolo bez nich.

## Trumfy a varianty
Hráči (nejlépe čtyři) si na začátku hry vylosují své trumfy, a to buď tak, že se zajistí, aby nemohly být zdvojené, zajistí se nejnižší hodnota trumfů, nebo se vše ponechá náhodě (dva hráči mohou pak mít stejné trumfy). Trumfy jsou buď od počátku všem známé, nebo jsou známé jen příslušným hráčům, kterým patří (kapsičkový dudák), nebo nikomu (tajný dudák).
Pravidla umožňují, nemám-li na přebití, snímat karty tak dlouho, než nyní poslední kartu přebít mohu. Přibiji a přidám jinou navrch.

## Další varianty
Každému hráči se rozdají dvě karty, hráč po levici vynáší jako první. Další musí přebít, když nemá, líže tak dlouho z balíku (talonu), než kartu k přebití získá. Kdykoli ve hře může hráč vyhlásit a zahrát trumfovou barvu. Nelze zvolit barvu, kterou již předtím za trumfovou vyhlásil jiný hráč. Pokud nemám kartu na přebití (ani trumfy), pak musím celý balíček odehraných karet vzít.
Hra končí, když ve hře zůstane jediný hráč s kartami v ruce, prohrál, tedy dudá.